# Camorritos
La Colonia de Camorritos o simplemente Camorritos es una localidad perteneciente al municipio de Cercedilla, en plena Sierra de Guadarrama. En 2024 contaba con 87 habitantes.

## Toponimia

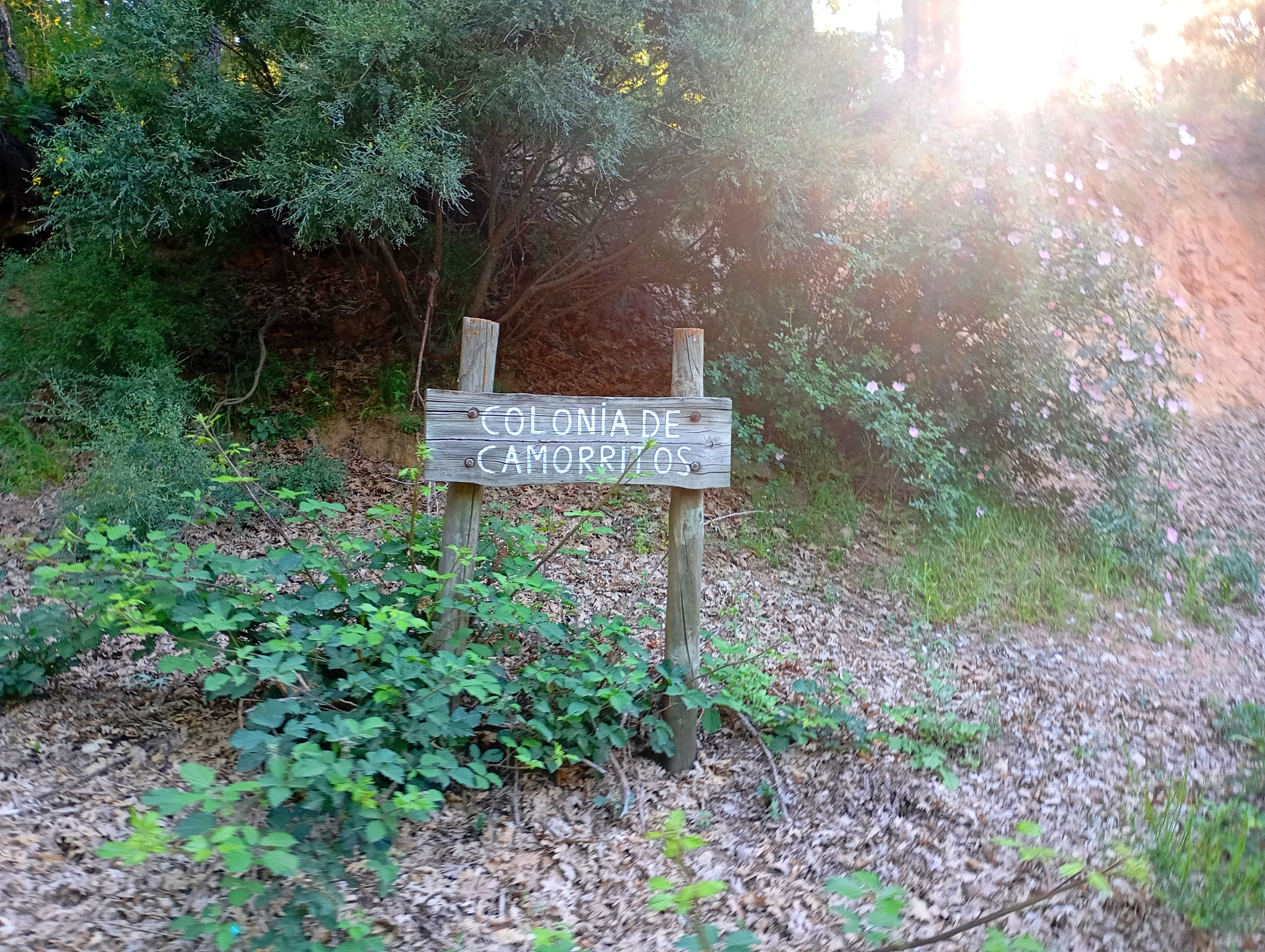
Nombre del poblado en la señal que indica la entrada a la zona urbanizada

Camorritos proviene del pre-latino idioma íbero, siendo su topónimo un diminutivo de camorra, "gain-orra", que significa "mina del alto".

## Geografía

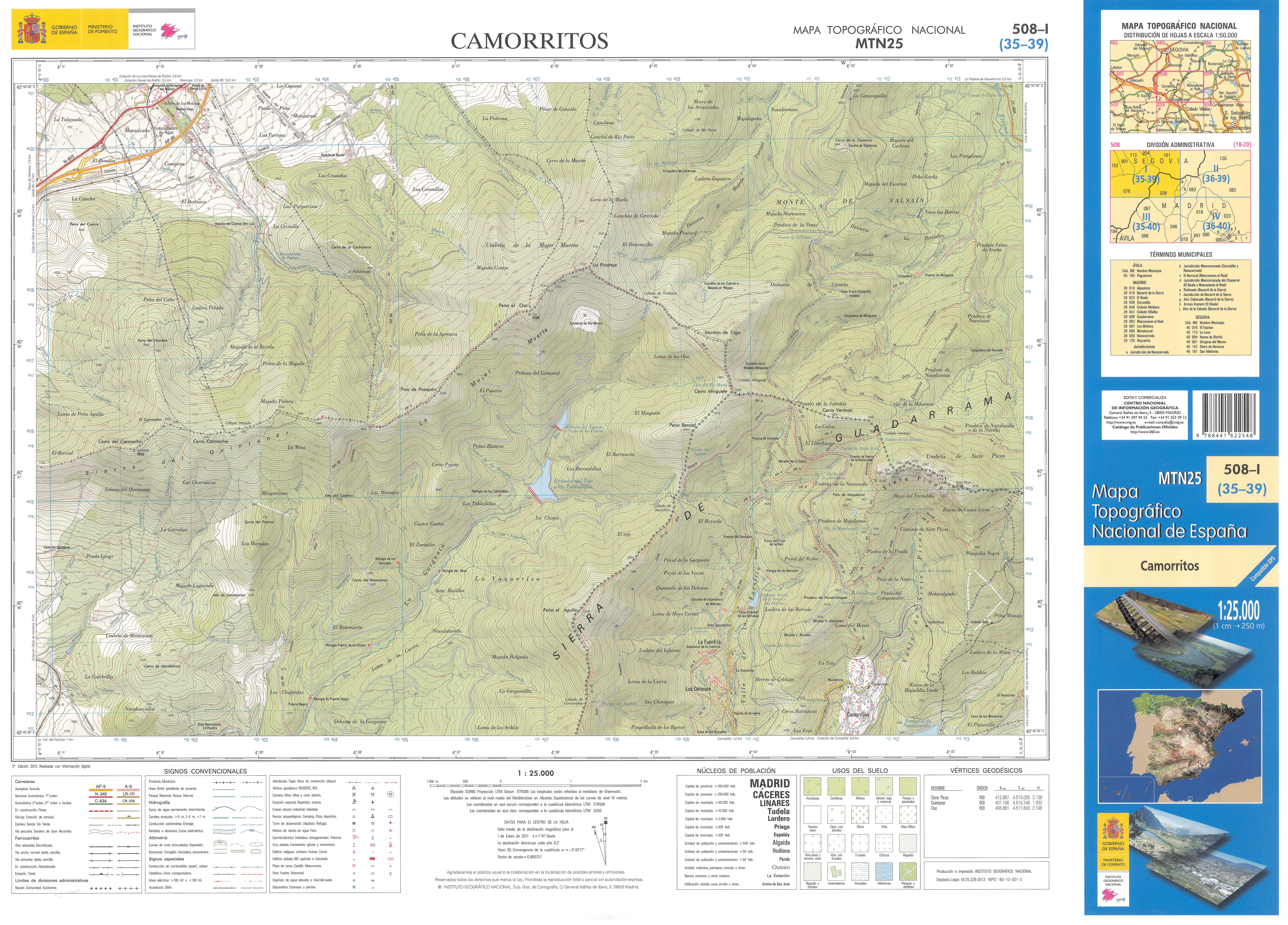
Fragmento 0508c1 de la hoja 508-1 del Mapa Topográfico Nacional de España de 2012 en el que se representa parte de Camorritos

Está situada, en su zona más próxima, a 400 metros al norte del núcleo de Cercedilla al que se puede llegar por la carretera M-714, que finaliza en sus calles, y varios accesos de tierra compactada. Es atravesada por el Ferrocarril de Cotos (Línea C-9 de Cercanías Madrid).
Se encuentra ubicada en una zona de pendiente con una altitud que oscila entre altitud de 1420 y 1285 m s. n. m., muy cercana en sus cotas más altas a la provincia de Segovia, accesible por el puerto de La Fuenfría conectado por la cercana Carretera de la República
Se sitúa a 41 kilómetros de Madrid y 19 de Segovia.

## Historia
Estas zonas de la sierra son terrenos compartidos entre la Comunidad de Ciudad y Tierra de Segovia y los Ayuntamientos de Cercedilla, Navacerrada y el Real Sitio de San Ildefonso que no contaban con edificaciones destacables hasta el inicio del siglo XX y que serían declarados montes de utilidad pública.
La edificación de estos montes de utilidad pública fue promovida en 1920 y 1921 por José de Aguinaga en terrenos proporcionados por la Sociedad del Ferrocarril Eléctrico del Guadarrama para la construcción "sanatorios en altura" para enfermos de tuberculosis en el contexto de la creación del Ferrocarril de Cotos, actual Línea C-9 de Cercanías Madrid, inaugurado el 12 de julio de 1923 y que cuenta con una estación en la urbanización.
Durante la presencia de la colonia, a partir de 1957, la zona fue reforestada, recuperando varias hectáreas de pinares.
La Sociedad del Ferrocarril Eléctrico del Guadarrama terminó por construir, en vez 1.000 de sanatorios, cerca de una centena de viviendas unifamiliares en las parcelas, amparada en una concesión de uso de terreno público en Cercedilla y Navacerrada de 99 años, hasta el 16 de abril de 2019. Tras la fecha, la Comunidad de Madrid se dispuso a caducados los derechos de uso con el apoyo de ambos ayuntamiento, notificando a 80 familias en Camorritos, y unas 300 en Navacerrada, pidiendo que entregaran sus viviendas sin indemnización alguna.
La caducidad de los derechos de uso fue ratificada en 2024 pero cuenta con gran oposición vecinal encabezada por la Asociación de Afectados Titulares de la Colonia de Camorritos, argumentando que las reales órdenes no fijaron un límite de tiempo además de que las edificaciones son patrimonio arquitectónico familiar y que han pagado impuestos e hipotecas en esas décadas, promoviendo pactos, alegaciones legales y administrativas que permitan su continuidad.
Si se declara definitivamente la caducidad, los ayuntamientos podrán optar por derribar, conceder nuevas licencias o negociar convenios, pero no pueden vender los terrenos dentro del Catálogo de Montes de Utilidad Pública. El proceso, aún abierto, se prevé largo, con recursos judiciales y una negociación entre las partes.

## Demografía

### Evolución de la población
| Gráfica de evolución demográfica de Camorritos entre 2000 y 2024                                                            |
| |
| Población residente (2000-2023) según los censos de población del INE. Población según el padrón municipal de 2024 del INE. |

## Patrimonio

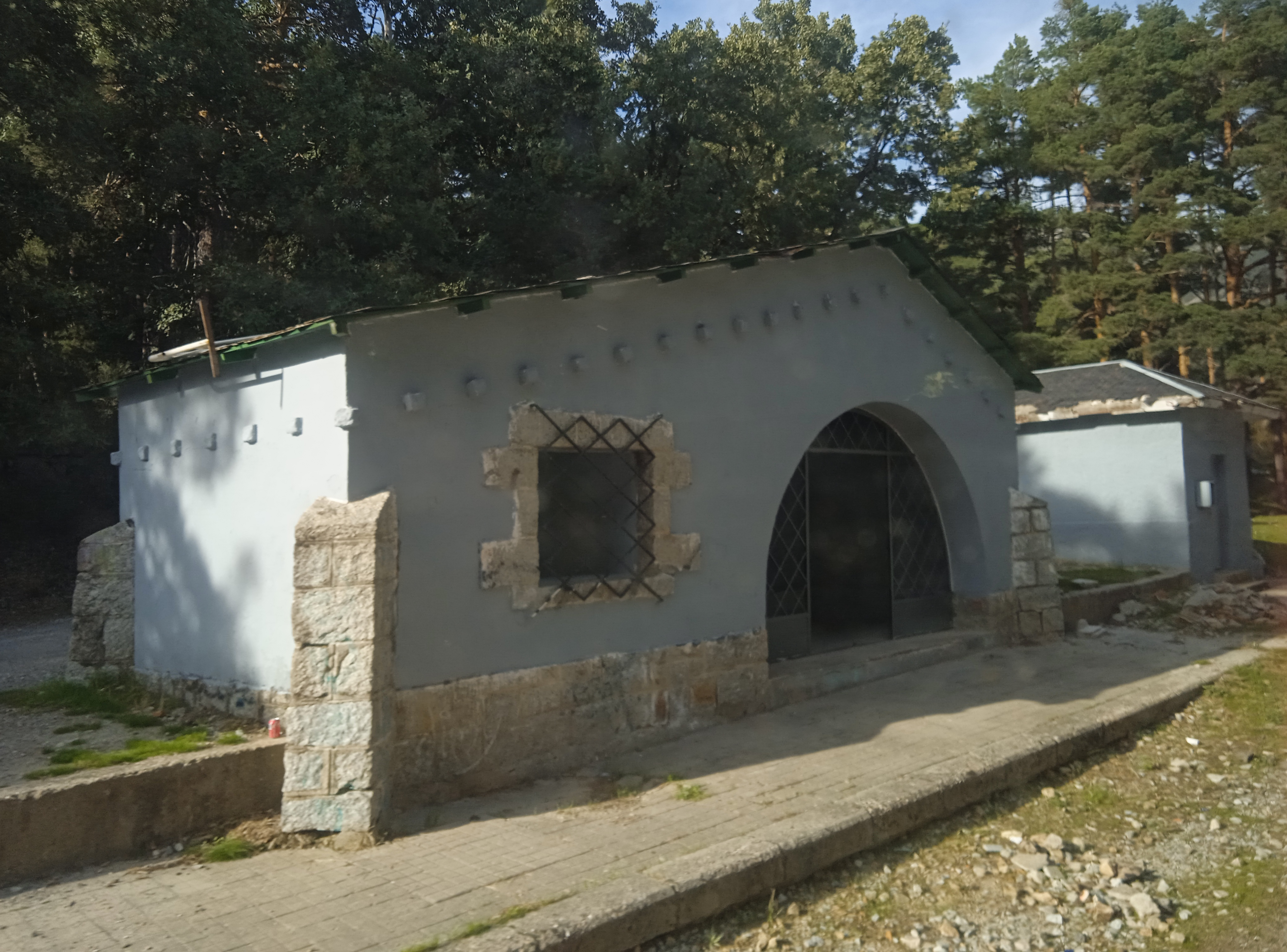
Estación de tren de Camorritos

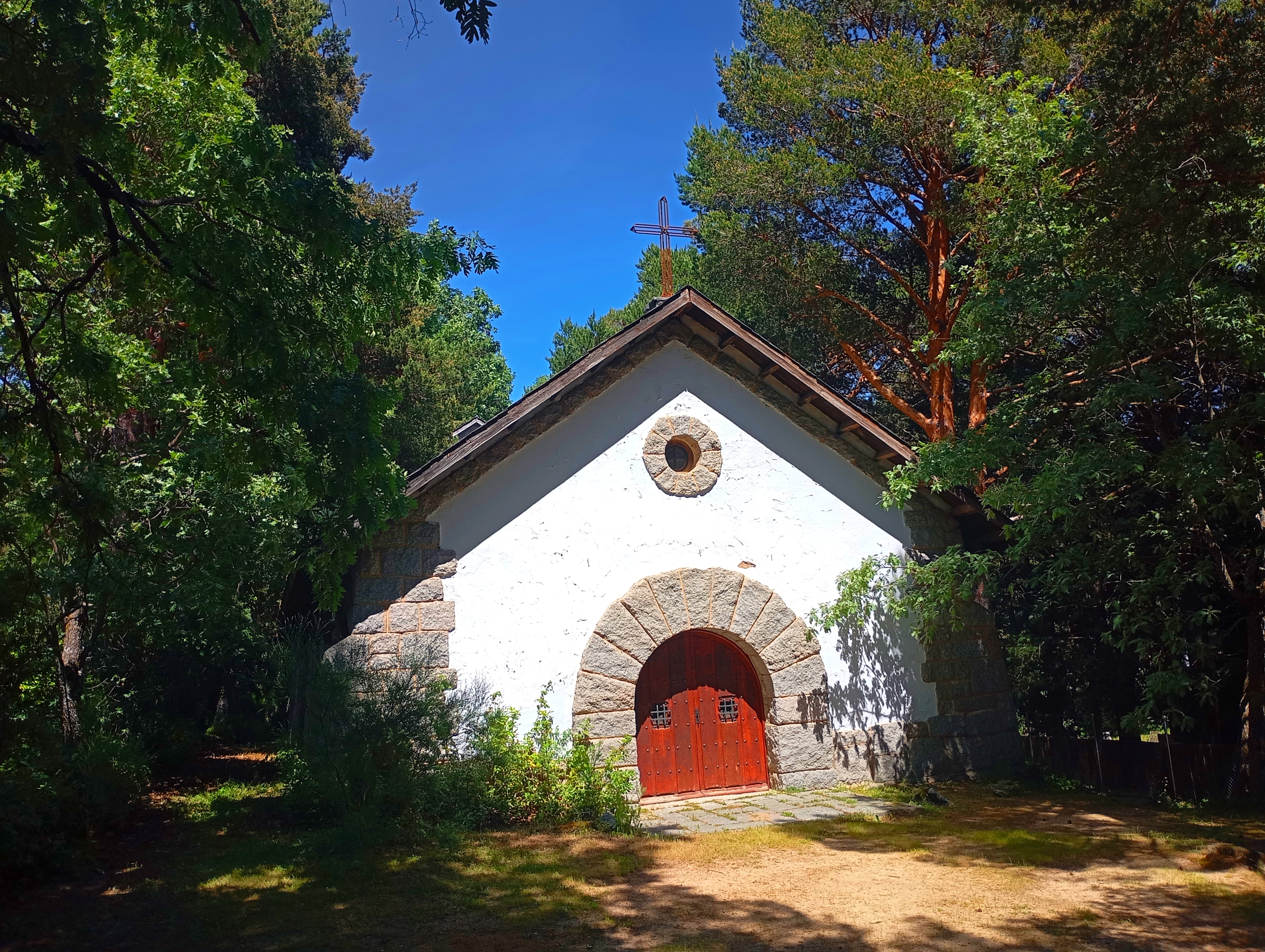
Ermita de la Sagrada Familia desde la entrada a su recinto

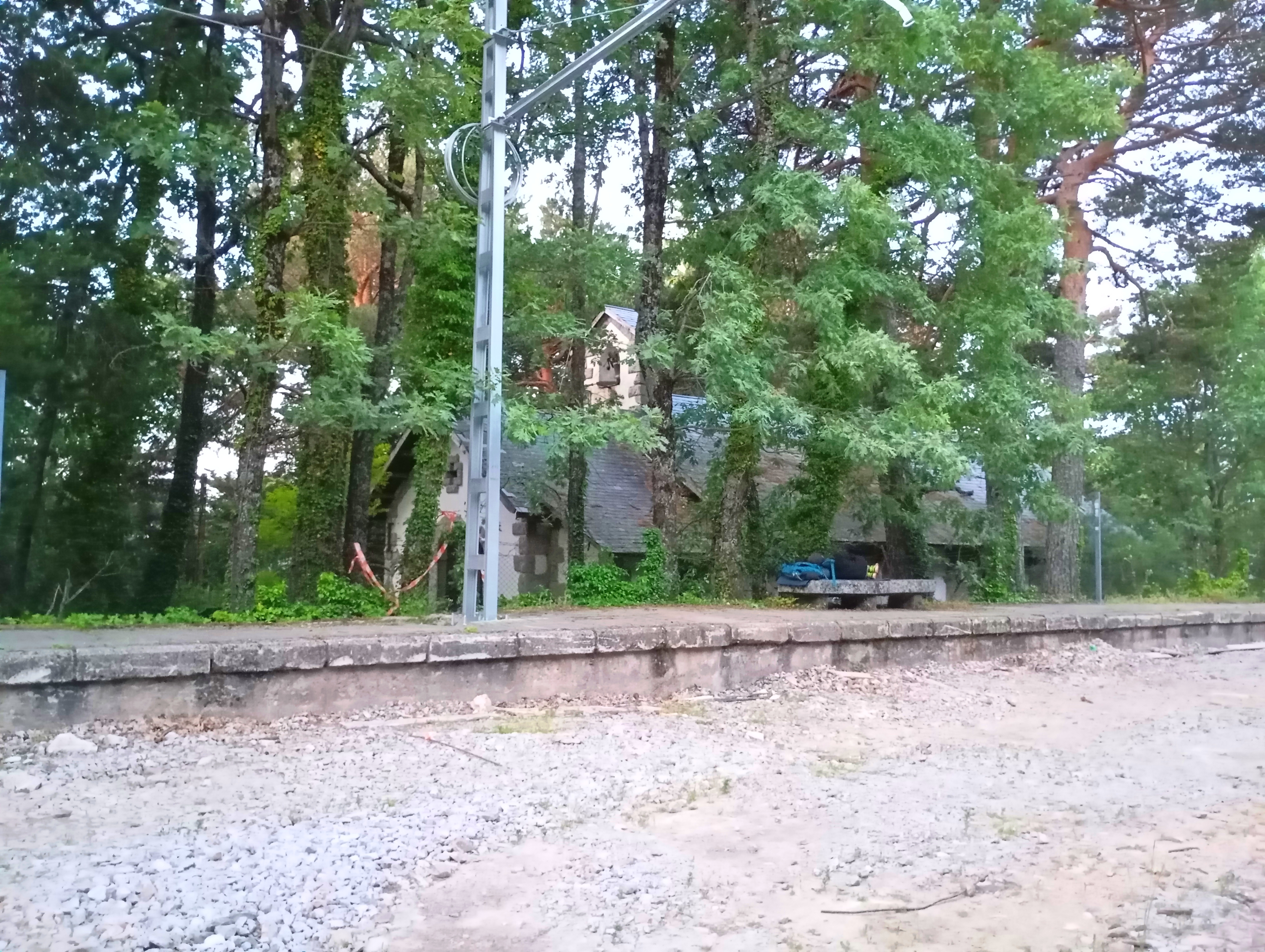
Capilla de la Sagrada Familia desde la estación ferroviaria

- Ermita católica de la Sagrada Familia.
- Estación de tren de Camorritos.
- Arquitectura característica con edificaciones destacadas de los arquitectos Rivas Eulate, Juan de Zavala Lafora, Durán de Cottes, Luis Gutiérrez Soto, Francisco de Asís Cabrero, Fernando Higueras, Javier Lahuerta Vargas, Carlos Muruve Dupont o Luis Martínez-Feduchi